# Shōji Nonoshita
Shōji Nonoshita (jap. 埜下 荘司 Nonoshita Shōji; ur. 24 maja 1970) – japoński piłkarz występujący na pozycji obrońcy.

## Kariera klubowa
Od 1993 do 1999 roku występował w klubach Gamba Osaka, Yokohama Flügels i Consadole Sapporo.